# Certification APSAD
La certification APSAD (assemblée plénière de sociétés d'assurances dommages) est une marque de certification attestant en France de la qualité d'un système de sécurité incendie, intrusion, vidéo ou services de télésurveillance, qu'il s'agisse d'appareils ou de services. Cette certification n'a pas de caractère obligatoire, mais est souvent demandée dans les projets de construction.

## Objectif
Cette marque de qualité vaut pour les services rendus par les professionnels qui, par leur compétence, leurs moyens et leur organisation, délivrent des prestations permettant de réduire les risques d'incendie et de malveillance. Elle est délivrée par CNPP Cert., organisme certificateur dans plusieurs domaines. Pour les systèmes de sécurité, la certification APSAD revêt un caractère particulier afin d'apporter des garanties de fiabilité et d'efficacité.

## Utilisation
C'est une démarche volontaire dans une approche collective, où toutes les parties prenantes sont associées au sein de comité de certification : professionnels de la sécurité, utilisateurs, prescripteurs, assureurs, pouvoirs publics. La certification APSAD s'appuie sur des référentiels techniques complets (description et objectifs de résultat) avec notamment les règles APSAD incluant les exigences réglementaires ainsi que les principales normes françaises et européennes applicables.